# Radio Reading Service
Ein Radio Reading Service (deutsch: Radio-Vorlese-Dienst, auch englisch: Reading Service for the Blind) ist ein gemeinnütziger Dienst im Hörfunk, der Sendungen speziell für blinde und sehbehinderte Menschen verbreitet. Wahrscheinlich informieren sich aber auch viele Menschen mit einer Leseschwäche und Analphabeten auf diesem Weg über die Inhalte in den aktuellen gedruckten Medien. Vorgelesen werden örtliche und überörtliche Zeitungen und Zeitschriften ebenso wie belletristische und Sachbücher.
Die meisten dieser Dienste sind frei verfügbar. Einige verlangen für die Nutzung einen Nachweis über das Vorliegen einer Sehbehinderung.

## Träger
Typischerweise wird das Angebot von ehrenamtlichen Helfern produziert und über einen öffentlichen Hörfunksender ausgestrahlt. Solche Dienste gibt es vor allem in den USA und Kanada, aber auch in Lateinamerika, in Australien und Neuseeland sowie in den Niederlanden und in Japan. Wichtigste Träger sind die amerikanische International Association of Audio Information Services (IAAIS) und ihre Tochterorganisationen.  Vielfach wirken hierbei auch Bibliotheken mit.
Vergleichbare Angebote im Hörfunk sind im deutschsprachigen Raum bisher selten geblieben. Sie beschränken sich auf wenige Sendungen in Freien Radios. Sehbehinderte werden in diesen Ländern in der Regel über die Blindenbüchereien mit Medien versorgt.

## Technik
Die Ausstrahlung erfolgt in den USA meist über Sender des Public Radio. Manche Dienste werden auch von Universitäten verbreitet, die oft eigene Radiosender betreiben.
Gesendet wird meist über einen Unterträger der UKW-Hauptfrequenz, auf der ein Sender zu hören ist. Der Empfang erfolgt dann über einen speziellen Empfänger, der permanent auf diesen Unterträger eingestellt ist. Teilweise ist der Dienst auch über das normale UKW-Signal zu hören, vielfach als Nachtprogramm.
Mittlerweile sind viele Angebote auch über das Internet per Livestream weltweit zu hören. Teilweise werden hierzu spezielle Audioplayer und Webradios angeboten, um den Hörern das Auffinden des Livestreams im Internet zu erleichtern. Manche Sender bieten auch Online-Archive an, aus denen ältere Sendungen heruntergeladen werden können.

## Geschichte
Derzeit soll es in den USA etwa 100 solcher Angebote geben. Der erste Radio Reading Service dort war das Minnesota Radio Talking Network, das im Jahre 1969 gegründet wurde. 1971 folgte der Audio-Reader-Dienst in Lawrence, Kansas.
Der erste rein internetbasierte Dienst war Assistive Media. Er wurde 1996 gegründet und stellt Podcasts her, die frei aus dem Internet heruntergeladen werden können.